# Bahnhofcenter Gelsenkirchen
Das Bahnhofcenter Gelsenkirchen ist ein Einkaufszentrum am Gelsenkirchener Hauptbahnhof, welches in den Jahren 1982 bis 1983 erbaut wurde und etwa zwei Dutzend Räumlichkeiten für Einzelhandel und Gastronomie bietet. Angegliedert ist ein Parkhaus mit 310 Stellplätzen.

## Lage
Das Bahnhofcenter liegt nördlich des Hauptbahnhofes Gelsenkirchen als direkter Anschluss und Bindeglied zur Gelsenkirchener Einkaufsmeile – der Bahnhofstraße. Mit dem ÖPNV ist das Bahnhofcenter über die Haltestelle Gelsenkirchen Hauptbahnhof zu erreichen, welche direkt an das Bahnhofcenter angeschlossen ist.

## Geschichte
Das Bahnhofcenter Gelsenkirchen entstand in den Jahren 1982–1983 als Ersatz für das zuvor abgerissene Empfangsgebäude des Hauptbahnhofes Gelsenkirchen. Die Investitionssumme betrug ursprünglich 28,8 Mio. EUR. Bis Ende November 2005 war das Bahnhofcenter fast nahtlos bis zum Hauptbahnhof Gelsenkirchen überdacht. Seit 2006 ist, im Zuge des Umbaus des Hauptbahnhofes und des Teilabrisses des Daches über dem Bahnhofsvorplatz, eine deutliche Trennung zwischen Hauptbahnhof und Bahnhofcenter zu sehen.
Betrieben wurde das Bahnhofcenter zunächst von der Brune Consulting Management, Düsseldorf. 2018 wurde es von der concarus Real Estate erworben, die es am 4. Oktober 2019 mit neuem Auftritt vorstellte. Bei dieser Gelegenheit entfiel das Fugen-s im Namen der zuvor Bahnhofscenter genannten Liegenschaft.

## Einzelhandel, Gastronomie und Dienstleistungen

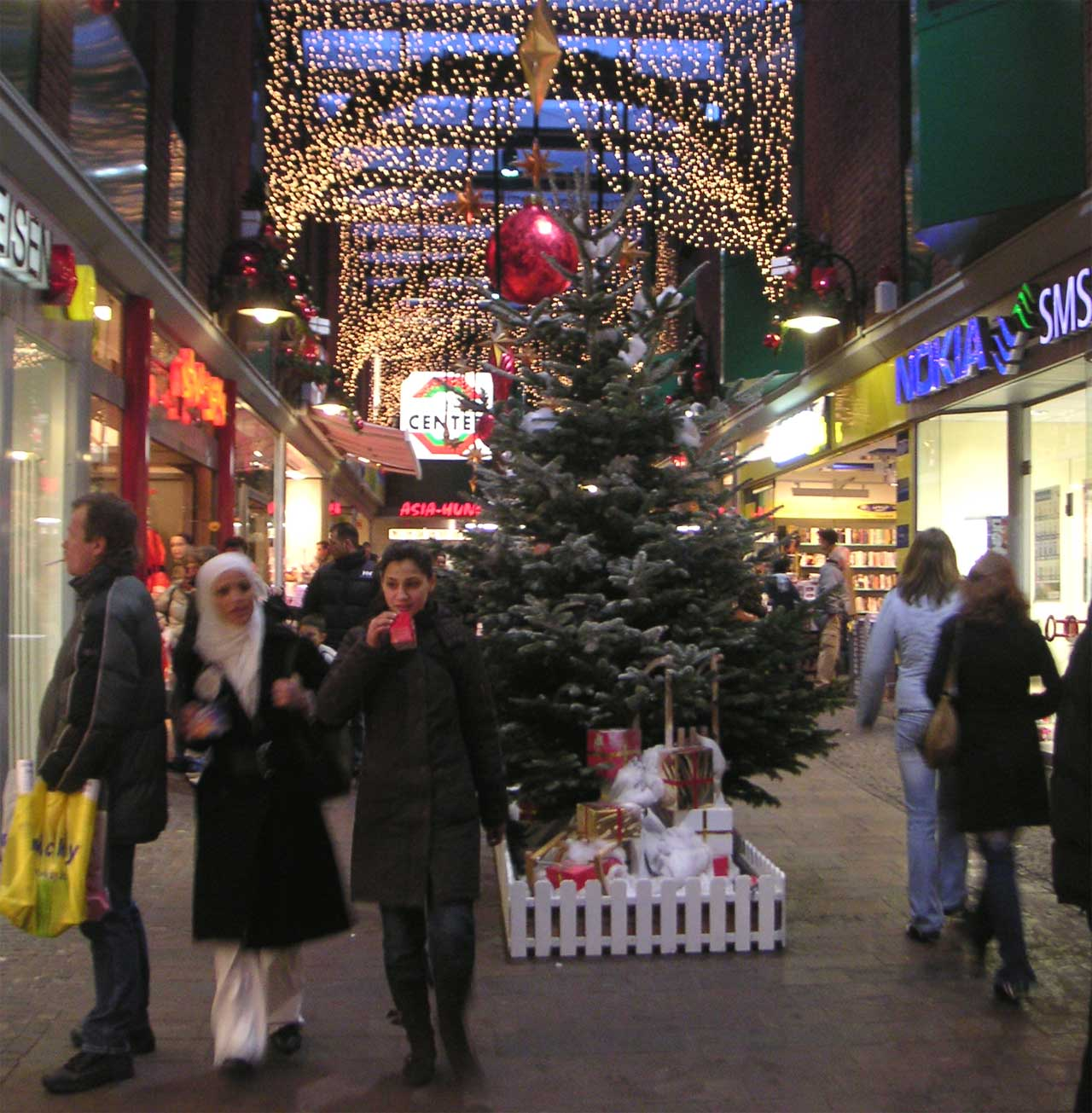
Das Bahnhofcenter am Abend

Das Grundstück des Bahnhofcenters umfasst eine Fläche von 8.283 m² und bietet eine Gesamtmietfläche von 13.224 m² (davon 2.228 m² Büroflächen).
Im Bereich Einzelhandel gibt es Elektronik-, Lebensmittel-, Papierwaren-, Geschenkartikel-, Schmuck- und Süßwarengeschäfte, Metzgereien, Bäckereien und Käsereien sowie Imbisse, Eiscafés, Kioske und Restaurants mit Spezialitäten verschiedener Länder. Ferner sind im Bahnhofcenter auch verschiedene Dienstleister wie zum Beispiel ein Schlüsseldienst und das Kundencenter der BOGESTRA beheimatet.
Des Weiteren bietet das Bahnhofcenter werktags einheitliche Öffnungszeiten von 9.30 bis 20 Uhr.